# دويغي ماكناب
دويغي ماكناب (بالإنجليزية: Dougie McNab)‏ هو لاعب كرة قدم ومدرب كرة قدم بريطاني في مركز حراسة المرمى، ولد في 3 يوليو 1956 في إدنبرة في المملكة المتحدة. لعب مع نادي ألوا أثليتيك ونادي بارتيك ثيسل ونادي دمبرتون ونادي ليفينغستون وهاميلتون أكاديميكال.